# Médillac
Médillac település Franciaországban, Charente megyében. Lakosainak száma 151 fő (2022. január 1.). Médillac Bazac, Rioux-Martin, Saint-Avit, La Genétouze, Saint-Aigulin és Parcoul-Chenaud községekkel határos.

## Népesség
A település népessége az elmúlt években az alábbi módon változott:
| Lakosok száma | 234  | 204  | 177  | 158  | 158  | 158  | 158  | 155  | 154  | 151  |
|               | 1968 | 1982 | 1990 | 2006 | 2013 | 2015 | 2017 | 2019 | 2020 | 2022 |